# مزدوجات الأصابع
شفعيات الأصابع أو مزدوجات الأصابع ثدييات مشيمية تنتمي إلى رتبة مزدوجات الأصابع (شَفْعيات الأصابع). تحمل قوائم هذه الحافريات وزنًا متساويًا على إصبعين (عدد زوجي) من أصابع القدم الخمسة (عادةً على الإصبعين الثالث والرابع اللذين يكونان على شكل حافر). تكون الأصابع الثلاثة الأخرى موجودة أو غائبة أو أثرية أو خلفية. وفي المقابل، تحمل معظم مفردات الأصابع (وِتريات الأصابع) الوزن على عدد فردي من أصابع القدم الخمسة. يوجد فرق آخر بين الرتبتين، وهو أن الكثير من مزدوجات الأصابع (باستثناء الخنازير) تهضم السيللوز النباتي في المعدة المكونة من حجرة واحدة أو أكثر، بينما تهضم مفردات الأصابع السيللوز في أمعائها. وجد علم الأحياء الجزيئي، بالتوافق مع الاكتشافات الأحفورية الجديدة، أن الحيتانيات (الحيتان والدلافين والخنازير البحرية) تندرج ضمن هذا التصنيف، فهي وثيقة الصلة بالبرنيقيات. يطبق بعض علماء التصنيف الحديثين اسم الحيتانيات مزدوجات الأصابع على هذه المجموعة، بينما يختار آخرون تضمين الحيتانيات ضمن تصنيف مزدوجات الأصابع. يستخدم بعض الباحثين تسمية «الحافريات مزدوجات الأصابع» لاستبعاد الحيتانيات والإشارة إلى الحيوانات مزدوجات الأصابع الأرضية (البرية) فقط، ما يجعل المصطلح ذا طبيعة شبه عرقية.
تشمل أنواع الحافريات مزدوجات الأصابع الموجودة على اليابسة التي يبلغ عددها نحو 270 نوعًا الخنازير والخنازير البرية والبرنيقيات والظباء والغزلان والزرافات والجمال واللامة والألبكة والخراف والماعز والأبقار. الكثير منها عاشب، باستثناء الخنزيريات آكلة اللحوم والنباتات، والحيتانيات اللاحمة. ينتمي إلى مزدوجات الأصابع أيضًا كثير من المجموعات المنقرضة مثل الأنوبلوثيرات والوحشيات الحديثة والميريكويدونتات والإنتيلودونتات والأنثركوثيرات والباسيلوصورات والمجترات العتيقة. للكثير من مزدوجات الأصابع أهمية غذائية واقتصادية وثقافية كبيرة للإنسان.

## التاريخ التطوري
يرجع ظهور أقدم أحفوريات الحافريات مزدوجات الأصابع إلى أوائل الفترة الإيوسينية (قبل نحو 53 مليون سنة). ظهرت هذه الاكتشافات في وقت واحد تقريبًا في أوروبا وآسيا وأمريكا الشمالية، لذا يَصعُب تحديد أصل مزدوجات الأصابع على نحو دقيق. تُصنف الأحفوريات في عائلة دياكوديكسيدا، التي يُعد دياكوديكسيس أشهر أعضائها وأكثرها حفظًا. كانت هذه الحيوانات صغيرة (حجم بعضها مثل حجم الأرنب) ذات بنية نحيفة وأرجل نحيفة وذيل طويل. وكانت أرجلها الخلفية أطول بكثير من أرجلها الأمامية. شهدت الفترة الإيوسينية المبكرة إلى المتوسطة ظهور أسلاف معظم الثدييات الموجودة اليوم.
انتشرت عائلتان من الحافريات مزدوجات الأصابع في السابق، إنتيلودونتا وأنثركوثريدا، وهما منقرضتان اليوم. وُجدت إنتيلودونتا من منتصف الفترة الإيوسينية إلى أوائل الفترة الميوسينية في أوراسيا وأمريكا الشمالية. كانت أجسامها ممتلئة وأرجلها قصيرة ورؤوسها ضخمة. تميزت هذه الحيوانات بوجود حدبتين على عظم الفك السفلي. كانت بنية أنثركوثريدا شبيهة بالخنازير وضخمة، أرجلها قصيرة ولها خطم ممدود. ظهرت هذه المجموعة في الفترة الإيوسينية المتوسطة حتى الفترة البليوسينية، وانتشرت في جميع أنحاء أوراسيا وأفريقيا وأمريكا الشمالية. ويُعتقد أن أنثركوثريدا أسلاف فرس النهر، وأن أسلوب حياتها مائي أيضًا. ظهرت البرنيقيات في أواخر الفترة الميوسينية وانتشرت في إفريقيا وآسيا ولم تصل إلى الأمريكتين أبدًا.
اقتصر وجود الإبل (ساديات الأقدام)، في أجزاء كبيرة من حقبة الحياة الحديثة، على أمريكا الشمالية، وعاشت الأشكال المبكرة مثل الوحشيات الحديثة في أوروبا. ومن بين الإبل في أمريكا الشمالية مجموعات مثل مريكويدودونتا الضخمة قصيرة القامة. ظهرت في أواخر الفترة الإيوسينية وتطورت منها أنواع كثيرة في أمريكا الشمالية. لم تهاجر إلى أوراسيا حتى الفترة الميوسينية أو أوائل الفترة البليوسينية. انقرضت الأنواع الأمريكية الشمالية منذ نحو 10,000.
كانت الخنازير (بما فيها الخنزير الأليف) موجودة منذ الفترة الإيوسينية. وفي أواخر الفترة الإيوسينية أو الأوليجغوسينية، بقيت عائلتان في أوراسيا وإفريقيا. العائلة البيكارية، التي انقرضت في العالم القديم، موجودة اليوم فقط في الأمريكتين.
لم يستوطن أمريكا الجنوبية سوى الحافريات مزدوجات الأصابع في الفترة البليوسينية، بعد أن تشكل جسر اليابسة عند برزخ بنما منذ نحو ثلاثة ملايين عام. ومع وجود البيكارية واللامة وأنواع مختلفة من أيائل العالم الجديد فقط، فإن أمريكا الجنوبية تحتوي عددًا أقل نسبيًا من عائلات مزدوجات الأصابع مقارنة بالقارات الأخرى، باستثناء أستراليا، التي لا توجد فيها أنواع أصلية.

## تصنيف العائلات
- عائلة غزال المسك (musk deer).
- فصيلة أفراس النهر (Hippopotamidae).
- عائلة زرافيات (Giraffidae).
- عائلة الأيليات (cervidae).
- عائلة جمليات (Camelidae).
- عائلة البقريات (Bovidae).
- عائلة الظبي الأمريكي (Antilocapra americana ).
- الفصيلة الخنزيرية (Suidae).
- الفصيلة البيكارية (Tayassuidae). خنازير أمريكا الجنوبية

|  | معزيات (الفأر الغزال)  |
|  |                        |
|  | بيكورا (حاملات القرون) |
|  |                        |

|  | برنيقيات (أفراس النهر) |
|  |                        |
|  | حيتانيات (الحيتان)     |
|  |                        |

|  | معزيات (الفأر الغزال)  |
|  |                        |
|  | بيكورا (حاملات القرون) |
|  |                        |

|  | برنيقيات (أفراس النهر) |
|  |                        |
|  | حيتانيات (الحيتان)     |
|  |                        |

|  | معزيات (الفأر الغزال)  |
|  |                        |
|  | بيكورا (حاملات القرون) |
|  |                        |

|  | برنيقيات (أفراس النهر) |
|  |                        |
|  | حيتانيات (الحيتان)     |
|  |                        |

|  | معزيات (الفأر الغزال)  |
|  |                        |
|  | بيكورا (حاملات القرون) |
|  |                        |

|  | برنيقيات (أفراس النهر) |
|  |                        |
|  | حيتانيات (الحيتان)     |
|  |                        |

## اقرأ كذلك
- قائمة مزدوجات الأصابع حسب العدد